# Antonio Ríos
Antonio Ríos Martínez (Arcelia, 24 ottobre 1988) è un ex calciatore messicano, di ruolo centrocampista.

## Palmarès

### Club
- Campionato messicano: 1

Toluca: Bicentenario 2010

### Nazionale
- Gold Cup: 1

2015